# Trichoptya sticticraspis
Trichoptya sticticraspis là một loài bướm đêm trong họ Noctuidae.